# بروک چاپلن
بروک چاپلن (انگلیسی: Brooke Chaplen؛ زادهٔ ۱۶ آوریل ۱۹۸۹) بازیکن فوتبال اهل بریتانیا است.
از باشگاه‌هایی که در آن بازی کرده‌است می‌توان به باشگاه فوتبال زنان اورتون و باشگاه فوتبال زنان چلسی اشاره کرد.
وی همچنین در تیم‌های ملی فوتبال England women's national under-19 football team, England women's national under-20 football team، و England women's national under-23 football team بازی کرده‌است.